# Загорске штрукле
Загорске штрукле или загорски штрукли традиционално хрватско јело у виду јастучића од вученог теста као и за све остале пите, у које се завија сир. Јело се припрема на два основна начина - кувањем и печењем.
Загорске штрукле као што им и само име каже су део традиционалне кухиње у већини домаћинстава широм Хрватског загорја, али и Загреба у Хрватској.

## Порекло (регија)
Загорске штрукле потичу из Хрватског Загорја, или само Загорја, историјске регије северно од главног града Хрватске Загреба. Чини је подручје источно од планине Медведнице до Словеније на северу и западу и до регија Међумурје и Подравина на северу и истоку. Загорје је део Крапинско-загорске жупаније и део Вараждинске жупаније након успостављања независности Републике Хрватске. Хрвати овај регион обично називају само Загорје, али како постоји истоимена област у Словенији, хрватски део се назива Хрватско Загорје.

## Састојци
Тесто
- 300 г брашна (150 г оштрог + 150 г глатког)
- 1/3 кашичице соли
- 1 јаје
- 100 мл млаке воде
- 1 кашика уља

Од горе наведених састојака месите тесто (месите га док не постане глатко испод руке). Оставите да се одмара најмање пола сата. За то време припремити фил.
Фил
- 400-500 г сира
- 100 мл павлаке
- 1 јаје
- со (количина зависи од сланости сира)

Уситните сир, додајте павлаку, јаје и со (пре сољења пробати сир, а затим прилагодите количину соли сланости сира). Лагано промешати да се састојци сједине.
Остали састојци
- 500 мл неутралне павлаке
- уље

## Припрема
Након што се  сто прекрије столњаком по њему се посипа мала количина оштрог брашна. Ставити тесто у средину, а затим га оклагијом што више разваљајте у правоугаоник. Затим тесто нежно развлачити прстима, фино и полако, водећи рачуна да тесто задржи правоугаони облик, ради лакшег даљег рада. Тесто не мора бити врло танко, као за пите. Није проблем чак и ако је негде поцепано током развлачења.
Ставите фил на доњу 1/3 теста (на дужу страну), равномерно га распоређујући, а остатак теста попрскати са мало уља. Помоћу столњака умотати тесто у дугачку кобасицу. Затим исећи савијачу на јастучиће величине око 10 цм .
У дубљу шерпу прокувајте око 2 литре воде и када прокључа додајте јастучиће од теста. Кувати док не испливају на површину, извадити их шупљом кашиком и уредно распоредити у ватросталну посуду у којој ће се пећи. 
Пре печења подлити печене јастучиће неутралном павлаком и пећи  на 200°C док се не испеку и на површини добију златно жуту боју.

## Сервирање
Загорске штрукле се износе на сто топле  у плитким тањирима. Могу се  послужити са павлаком или милерамом. По жељи могу се сервирати и хладне.

## Културно наслеђе
Загорске штрукле су 2007. године уврштене на списак нематеријалне културне баштине Хрватске, које води хрватско Министарство културе.
Од 2009. године град Кумровец је домаћин Штруклијаде, посебног догађаја и туристичке манифестације којом се промовише и чува традиционална метода припремања штрукли. Манифестација из године у годину привлачи све више домаћих и страних гостију, љубитеља традиционалних јела.